# Jakob Konrad Lutz
Jakob Konrad Lutz (Lutzenberg, 24 december 1841 - aldaar, 9 maart 1928) was een Zwitsers politicus.
Jakob Konrad Lutz was afkomstig uit een armlastig gezin. Zijn ouders hadden onvoldoende geld om hem middelbaar onderwijs te laten volgen. Omstreeks 1852 vond hij een baan bij Handstickerei Johann Georg Euler. Hij begon als simpele handwerker, maar werkte zich gestadig op. Hij werkte ruim 42 jaar voor de Stickerei. Lutz was van 1893 tot 1928 tevens werkzaam in het bankwezen.
Jakon Konrad Lutz was lid van de Liberale Partij en was van 1867 tot 1871 wethouder te Lutzenberg. Van 1871 tot 1896 was hij burgemeester van die gemeente. Van 1875 tot 1879 en van 1911 tot 1919 was hij lid van de Kantonsraad van Appenzell Ausserrhoden (1901-1903, 1914-1916 voorzitter). Van 1896 tot 1910 was hij lid van de Regeringsraad van Appenzell Ausserrhoden. Hij beheerde van 1896 tot 1909 het departement van Volksgezondheid en van 1902 tot 1910 het departement van Financiën. Van 1898 tot 1901 en van 1904 tot 1907 was hij Regierend Landammann (dat wil zeggen regeringsleider) van Appenzell Ausserrhoden.
Jakob Konrad Lutz was in 1910 een van de oprichters van de Vrijzinnig Democratische Partij van Appenzell Ausserrhoden (afdeling van de landelijke Vrijzinnig Democratische Partij).
Van 1899 tot 1902 was hij lid van de Nationale Raad (tweede kamer Bondsvergadering). Van 1902 tot 1910 was Lutz lid van de bestuursraad van de Schweizerische Bundesbahnen (Zwitserse Spoorwegen).
Hij overleed op 86-jarige leeftijd.